# Revelation Space
Revelation Space är första delen i en trilogi skriven av den brittiske författaren Alastair Reynolds. Boken har fått ge namn åt hela sviten och även universumet där handlingen utspelar sig. Handlingen utspelar sig i framtiden när mänskligheten börjat kolonisera närliggande solsystem. Genren är en blandning av hård science fiction, skräcklitteratur, och cyberpunk.
Revelation Space-trilogin:
- Revelation Space
- Redemption Ark börjar förbereda läsaren på den fruktansvärda faktorn som förklarar varför mänskligheten är så ensam.
- Absolution Gap avslutar (kanske) serien.

Andra romaner och novellsamlingar som utspelar sig i Revelation Space-världen:
- Chasm City, en hårdkokt deckare som utspelar sig i samma fiktiva framtidsvärld
- Galactic North, innehåller åtta noveller
- Diamond Dogs, Turquoise Days, novellsamling med novellerna Diamond Dogs och Turquoise Days
- The Prefect